# Сяркиярви (озеро, Карелия)
Ся́ркия́рви (Сярки-ярви; фин. Särkijärvi) — пресноводное озеро на территории Лоймольского сельского поселения Суоярвского района Республики Карелии.

## Общие сведения
Площадь озера — 1,4 км², площадь водосборного бассейна — 11,8 км². Располагается на высоте 178,6 метров над уровнем моря.
Форма озера двухлопастная, продолговатая: оно более чем на четыре километра вытянуто с северо-запада на юго-восток. Берега изрезанные, каменисто-песчаные, местами заболоченные.
С западной стороны Сяркиярви вытекает ручей, впадающий в реку Риронйоки, которая, протекая через озеро Виексинкиярви, меняет своё название на Варисйоки, после чего впадает в реку Хейняйоки.
В озере около двух десятков безымянных островов различной площади, рассредоточенных по всей площади водоёма, однако их количество может варьироваться в зависимости от уровня воды.
Населённые пункты вблизи водоёма отсутствуют.
Название озера переводится с финского языка как «плотвиное озеро».
Код объекта в государственном водном реестре — 01040100111102000016429.